# Hyundai i30
Hyundai i30 – samochód osobowy klasy kompaktowej produkowany pod południowokoreańską marką Hyundai od 2007 roku. Od 2016 roku produkowana jest trzecia generacja modelu.

## Pierwsza generacja

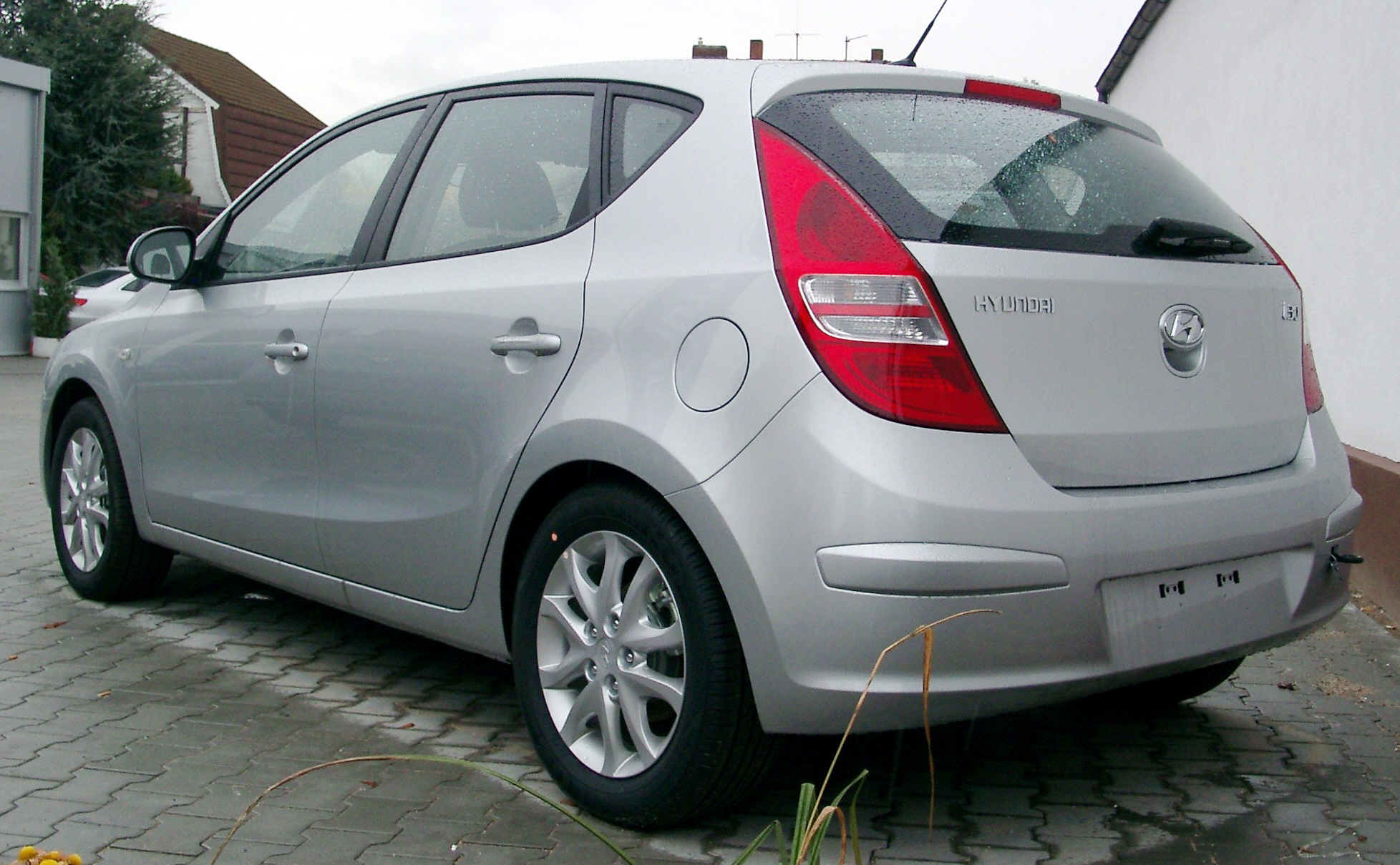
Hyundai i30 I - tył

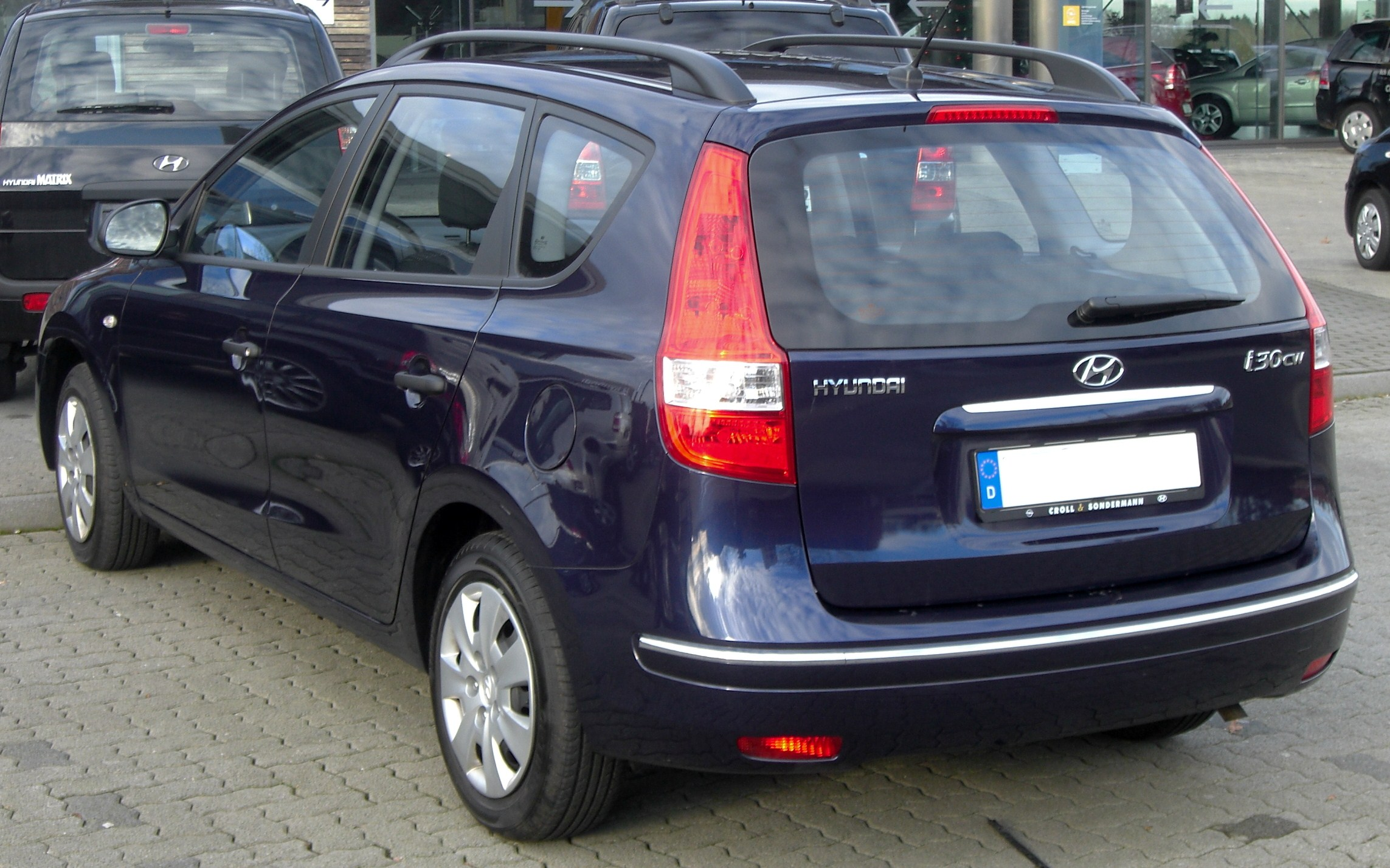
Hyundai i30 I CW

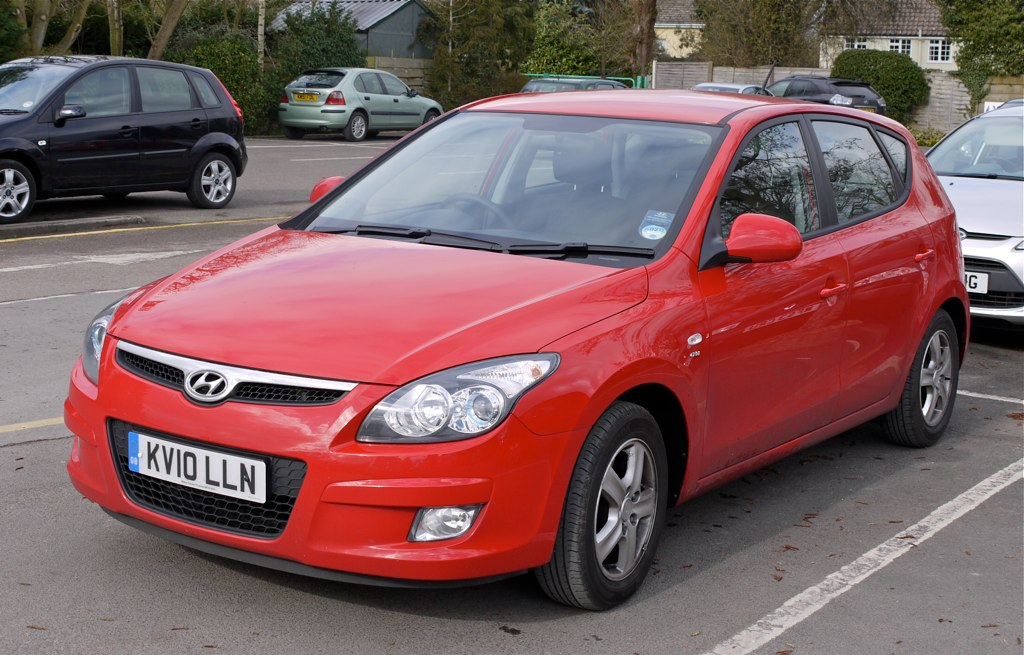
Hyundai i30 I po liftingu

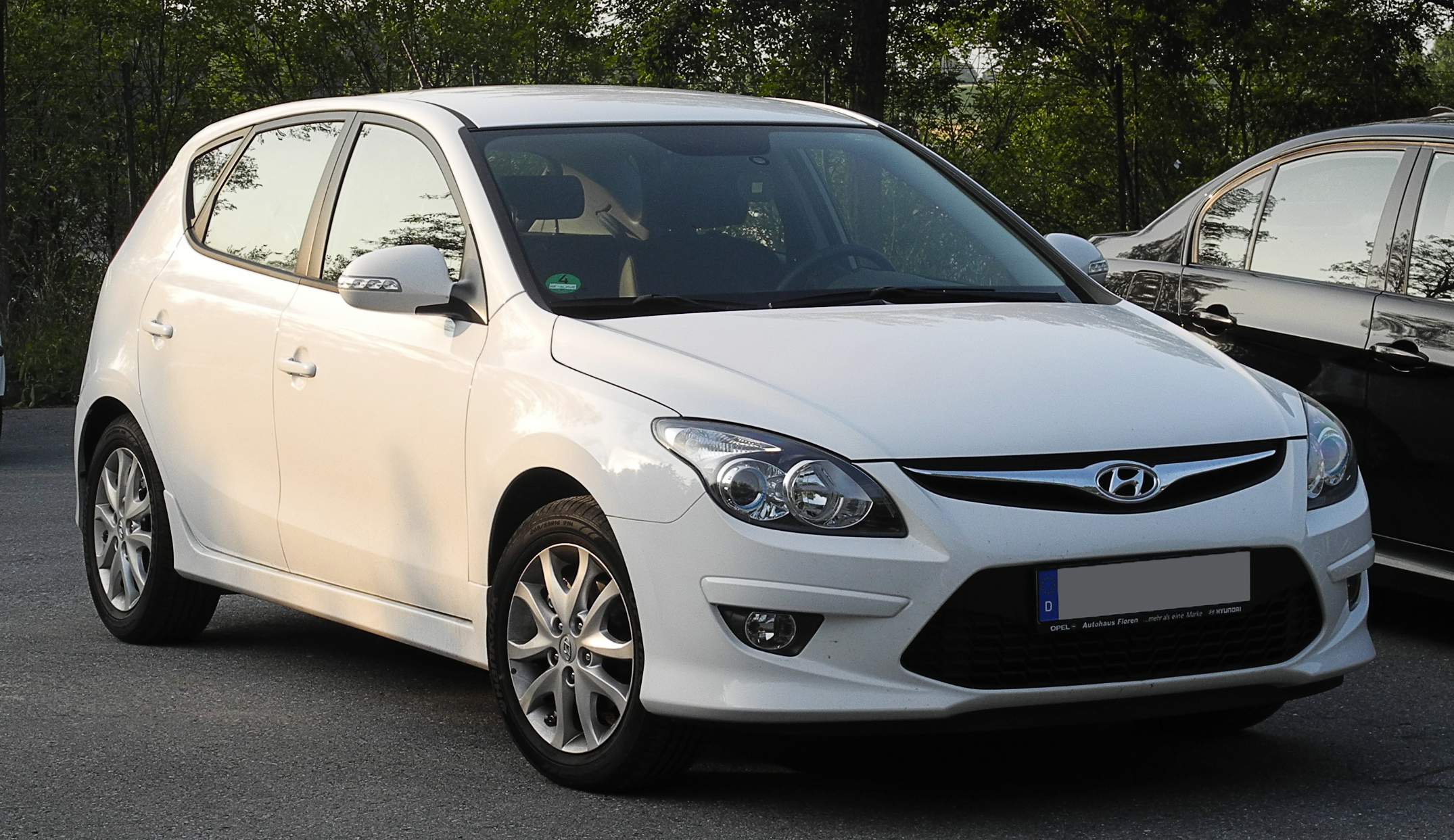
Hyundai i30 I po drugim liftingu

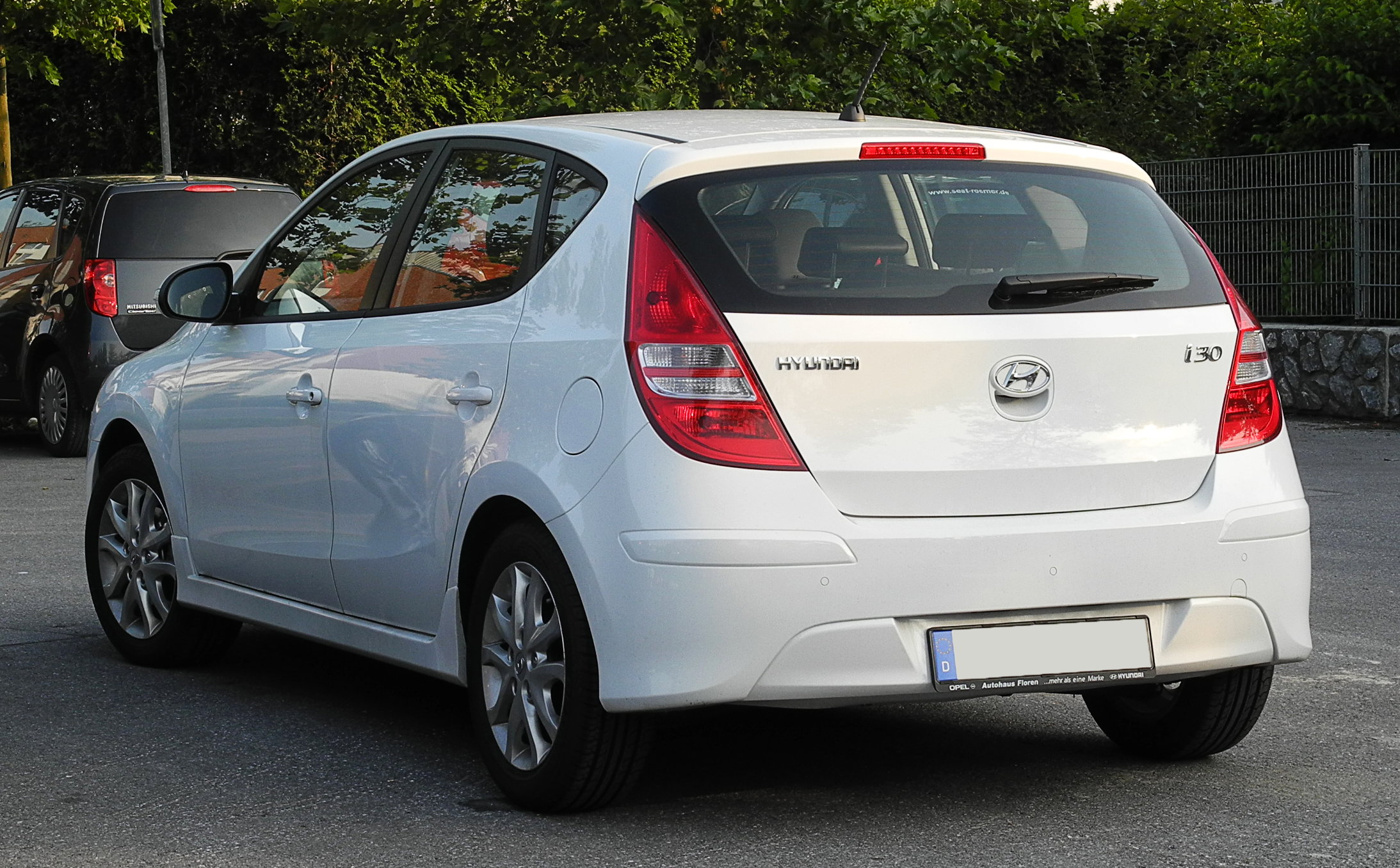
Hyundai i30 I - tył po drugim liftingu

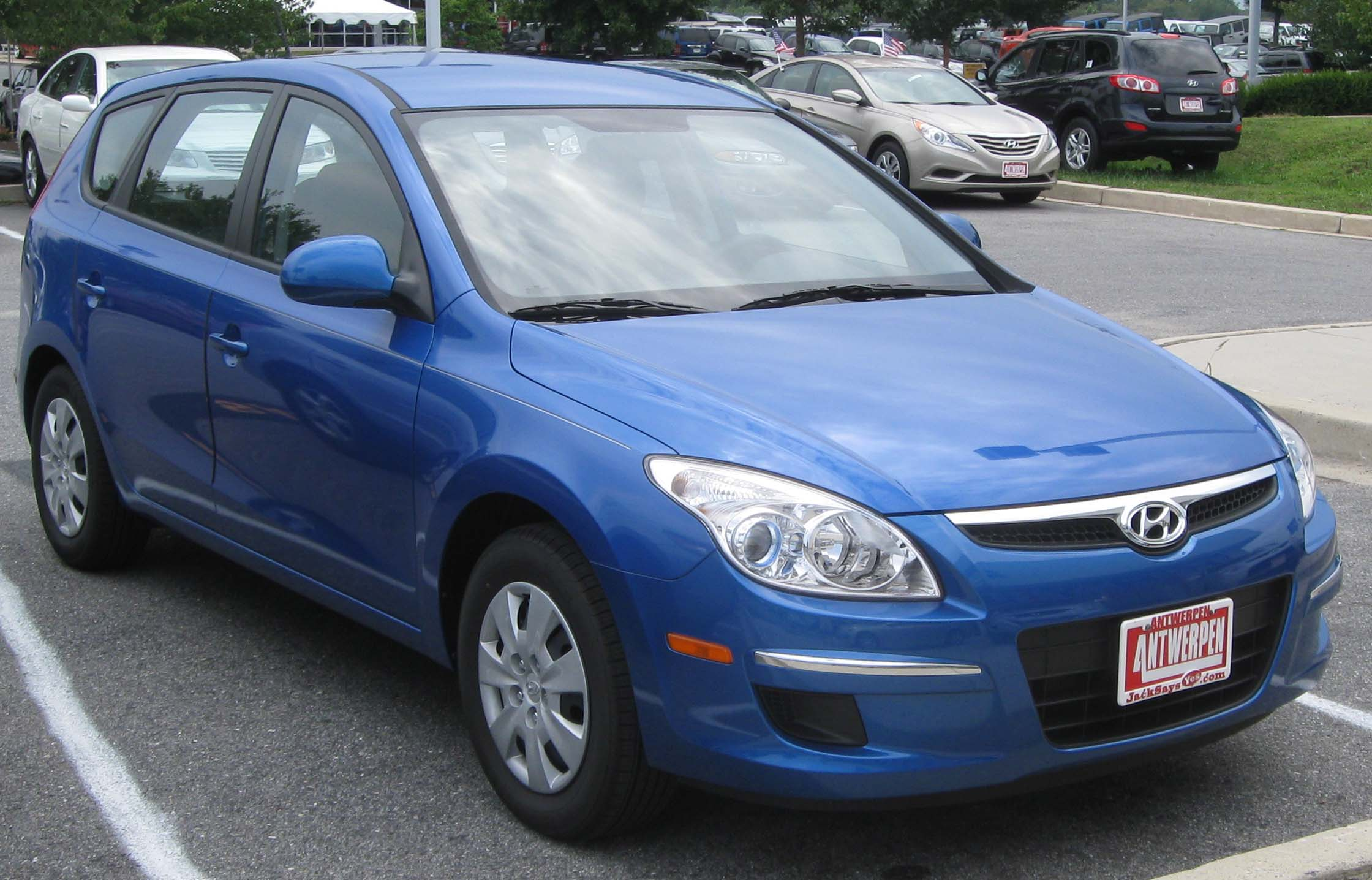
amerykański Hyundai Elantra Touring

Hyundai i30 I został zaprezentowany po raz pierwszy w 2007 roku.
Studyjną zapowiedzią pierwszego klasycznego kompaktowego hatchbacka Hyundaia od czasu zakończenia produkcji w 1995 roku modelu Pony był prototyp Hyundai Arnejs Concept, który został przedstawiony jesienią 2006 roku. 
W seryjnej postaci samochód przedstawiono z kolei podczas Geneva Motor Show w marcu 2007 roku pod nazwą Hyundai i30, prezentując nowy porządek nazewniczy oparty na schemacie litera i + dwie cyfry porządkowe. Samochód został zbudowany na bazie płyty podłogowej współdzielonej z bliźniaczym modelem Kia cee'd, a także oferowanym na globalnych rynkach sedanem Elantra, z którym i30 współdzielił m.in. deskę rozdzielczą.
Zaprojektowanie pojazdu powierzone zostało europejskiemu centrum rozwojowemu marki mieszczącemu się w Rüsselsheim am Main w Niemczech z myślą o preferencjach tutejszych konsumentów. Stylistyka reprezentowała nowy nurt w designie Hyundaia, charakteryzując się charakterystyczną chromowaną poprzeczką pomiędzy zaokrąglonymi reflektorami, a także dużymi lampami tylnymi dominującym pas tylny.
Początkowo do oferty wprowadzony został 5-drzwiowy hatchback, do którego w kwietniu 2008 r. dołączyła wersja kombi o symbolu i30 CW.

### Restylizacje
Kilka miesięcy po rozpoczęciu produkcji i30 w południowokoreańskim Ulsan, w 2008 roku z powodu dużego zainteresowania modelem na rynku europejskim rozpoczęto produkcję pojazdu w dodatkowych zakładach zlokalizowanych w czeskich Noszowicach. Wraz z tą operacją, samochód przeszedł pierwszą drobną restylizację obejmującą zmianę wkładek reflektorów na czarne.
W 2010 roku podczas targów motoryzacyjnych w Genewie zaprezentowano i30 po dużej restylizacji nadwozia. Samochód otrzymał większe zagłębienie wokół chromowanej poprzeczki w przednim pasie, a także większy, czterokątny wlot powietrza w zderzaku. Ponadto, zmienił się także kształt zderzaka tylnego.

### Sprzedaż
Poza rynkiem europejskim, południowokoreańskim, australijskim i nowozelandzkim, Hyundai i30 był także sprzedawany z myślą o rynku chińskim, gdzie produkowało go joint-venture Beijing-Hyundai. Ponadto, wariant kombi eksportowany był także do Stanów Zjednoczonych i Kanady jako Hyundai Elantra Touring, gdzie zadebiutował w styczniu 2008 roku.

### Wersje wyposażeniowe
- Base
- Base Plus
- Classic
- Classic Plus
- Comfort
- Style
- Premium
- Sport
- Blue
- SLX
- SX
- Trophy
- Edition
- Edition 20
- Edition Plus
- Fifa WM Edition

W zależności od wybranej wersji wyposażeniowej pojazdu oraz rocznika produkcji, auto wyposażone mogło być m.in. w system ABS i ESP, 6 poduszek powietrznych, radio CD/USB, elektryczne sterowanie szyb, elektryczne sterowanie lusterek, komputer pokładowy, klimatyzację manualną bądź automatyczną, wielofunkcyjną kierownicę, skórzaną tapicerkę oraz światła przeciwmgłowe, czujnik deszczu, czujniki cofania, zmieniarkę płyt CD oraz podgrzewane siedzenia przednie i lusterka zewnętrzne.

### Silniki
- Benzynowe

| Silnik   | Pojemność skokowa [cm³] | Moc maksymalna [KM] ([kW]) przy obr./min | Maks. moment obrotowy [Nm] przy obr./min | Układ i liczba cylindrów | Układ rozrządu/ liczba zaworów | Przyśpieszenie (s) 0–100 km/h | Prędkość maksymalna km/h | Spalanie (l/100km) miasto/trasa/średnio |
| -------- | ----------------------- | ---------------------------------------- | ---------------------------------------- | ------------------------ | ------------------------------ | ----------------------------- | ------------------------ | --------------------------------------- |
| 1.4 CVVT | 1396                    | 109 (80)/6200                            | 137/5000                                 | R4                       | DOHC/16                        | 12,6                          | 187                      | 7,6/5,2/6,1                             |
| 1.6 CVVT | 1591                    | 122 (90)/6200                            | 154/4200                                 | R4                       | DOHC/16                        | 11,1                          | 192                      | 8,0/5,2/6,2                             |
| 2.0      | 1975                    | 143 (105)/6000                           | 186/4500                                 | R4                       | DOHC/16                        | 10                            | 205                      | 9,3/5,9/7,1                             |

- Wysokoprężne

| Silnik   | Pojemność skokowa [cm³] | Moc maksymalna [KM] ([kW]) przy obr./min | Maks. moment obrotowy [Nm] przy obr./min | Układ i liczba cylindrów | Układ rozrządu/ liczba zaworów | Przyśpieszenie (s) 0–100 km/h | Prędkość maksymalna km/h | Spalanie (l/100km) miasto/trasa/średnio |
| -------- | ----------------------- | ---------------------------------------- | ---------------------------------------- | ------------------------ | ------------------------------ | ----------------------------- | ------------------------ | --------------------------------------- |
| 1.6 CRDi | 1582                    | 90 (66)/4000                             | 240/1750-2500                            | R4                       | DOHC/16                        | 14,0                          | 172                      | 5,7/4,1/4,4                             |
| 1.6 CRDi | 1582                    | 116 (85)/4000                            | 255/1900-2750                            | R4                       | DOHC/16                        | 11,6                          | 188                      | 5,7/4,1/4,5                             |
| 2.0 CRDi | 1991                    | 140 (103)/4000                           | 305/1800-2500                            | R4                       | DOHC/16                        | 10,3                          | 205                      | 7,2/4,4/5,5                             |

## Druga generacja

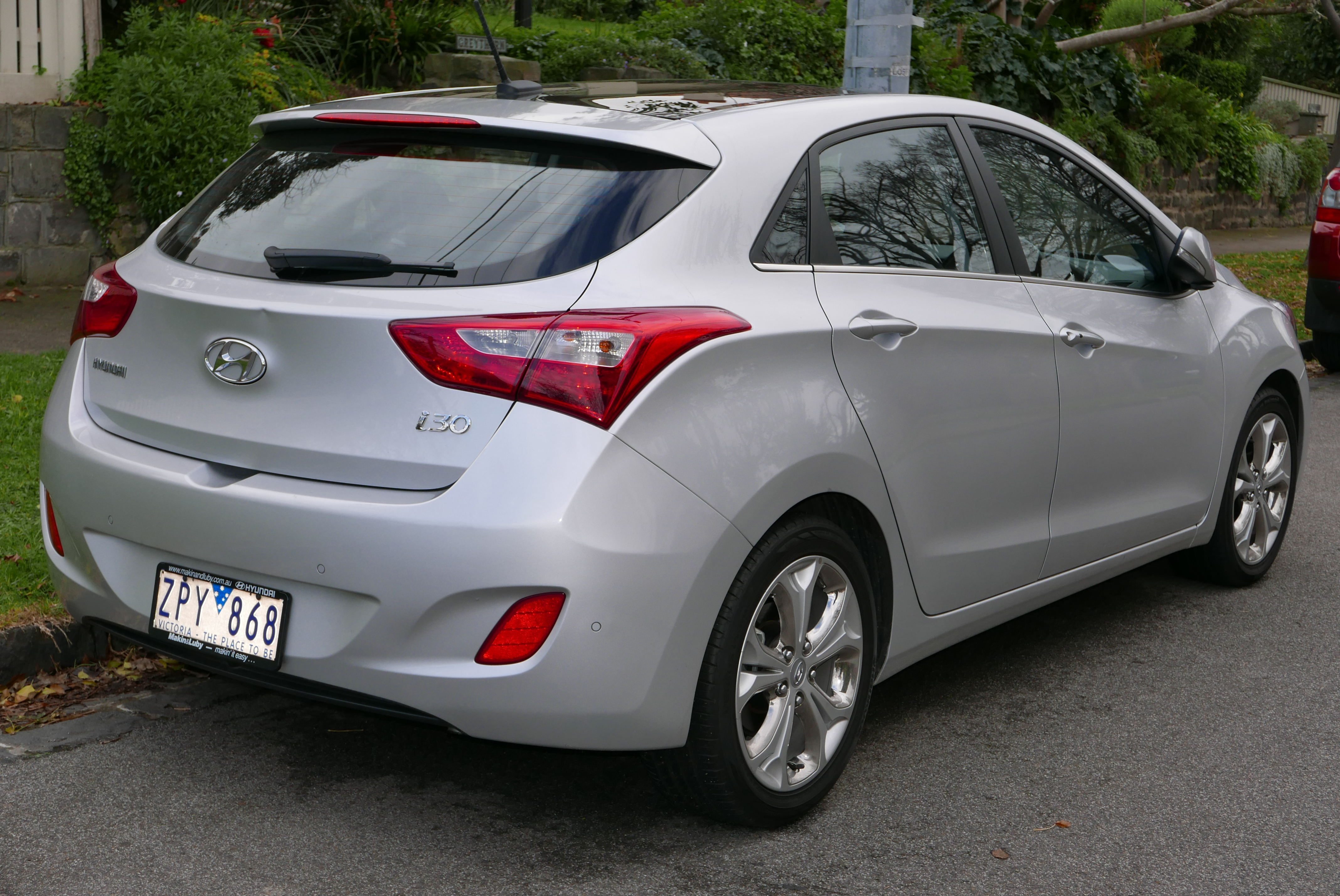
Hyundai i30 II - tył

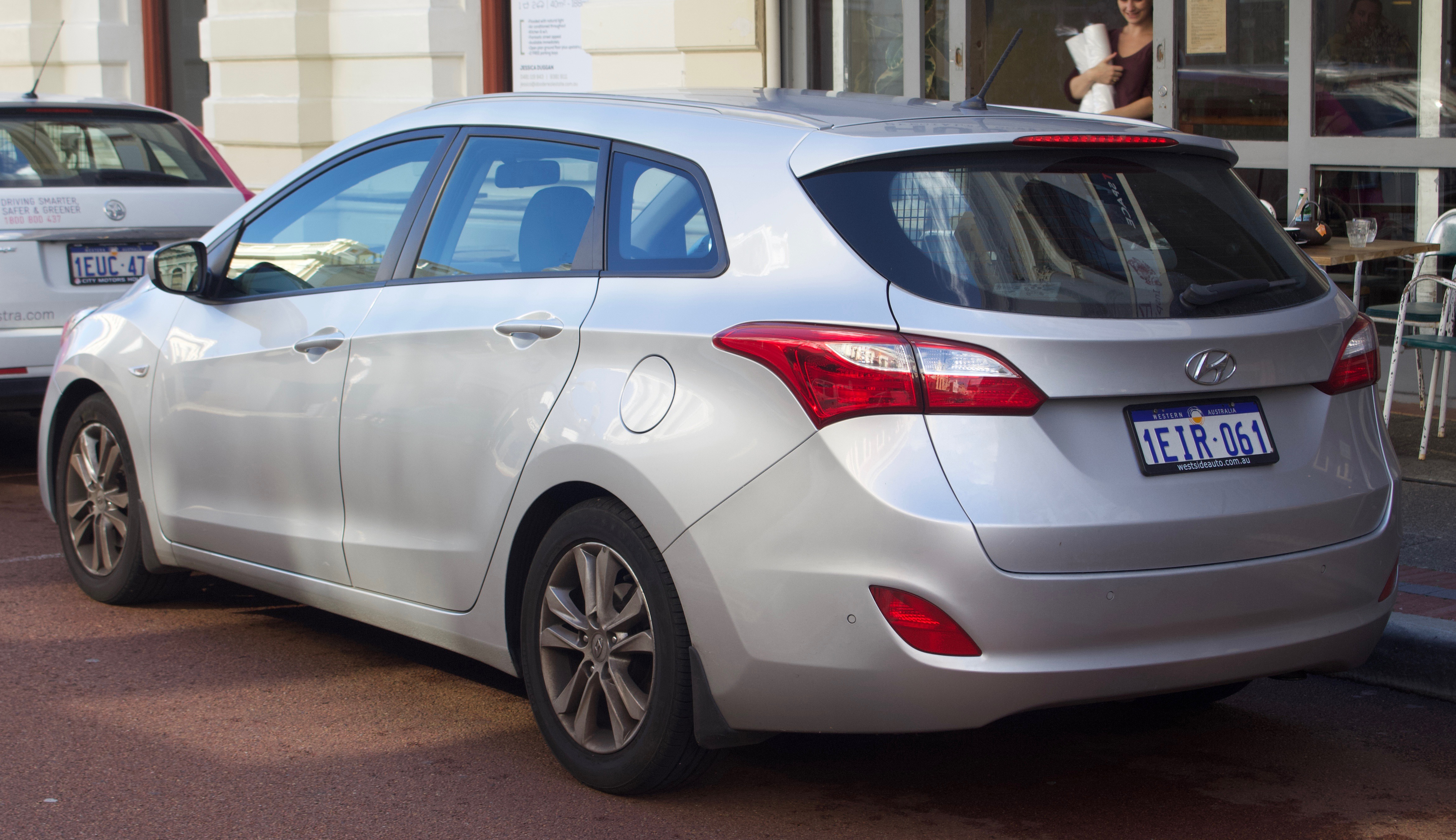
Hyundai i30 II CW

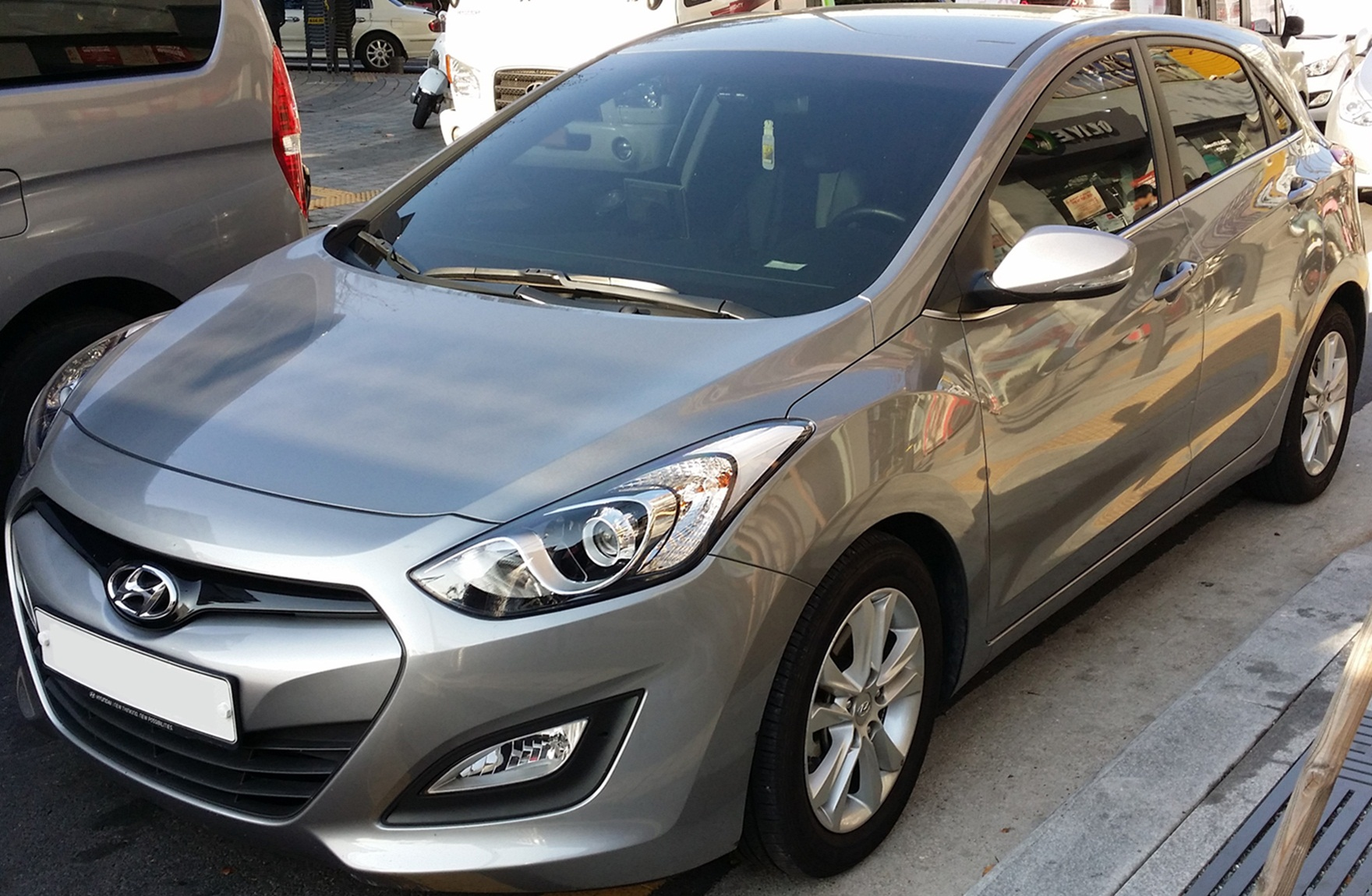
Hyundai i30 II Active

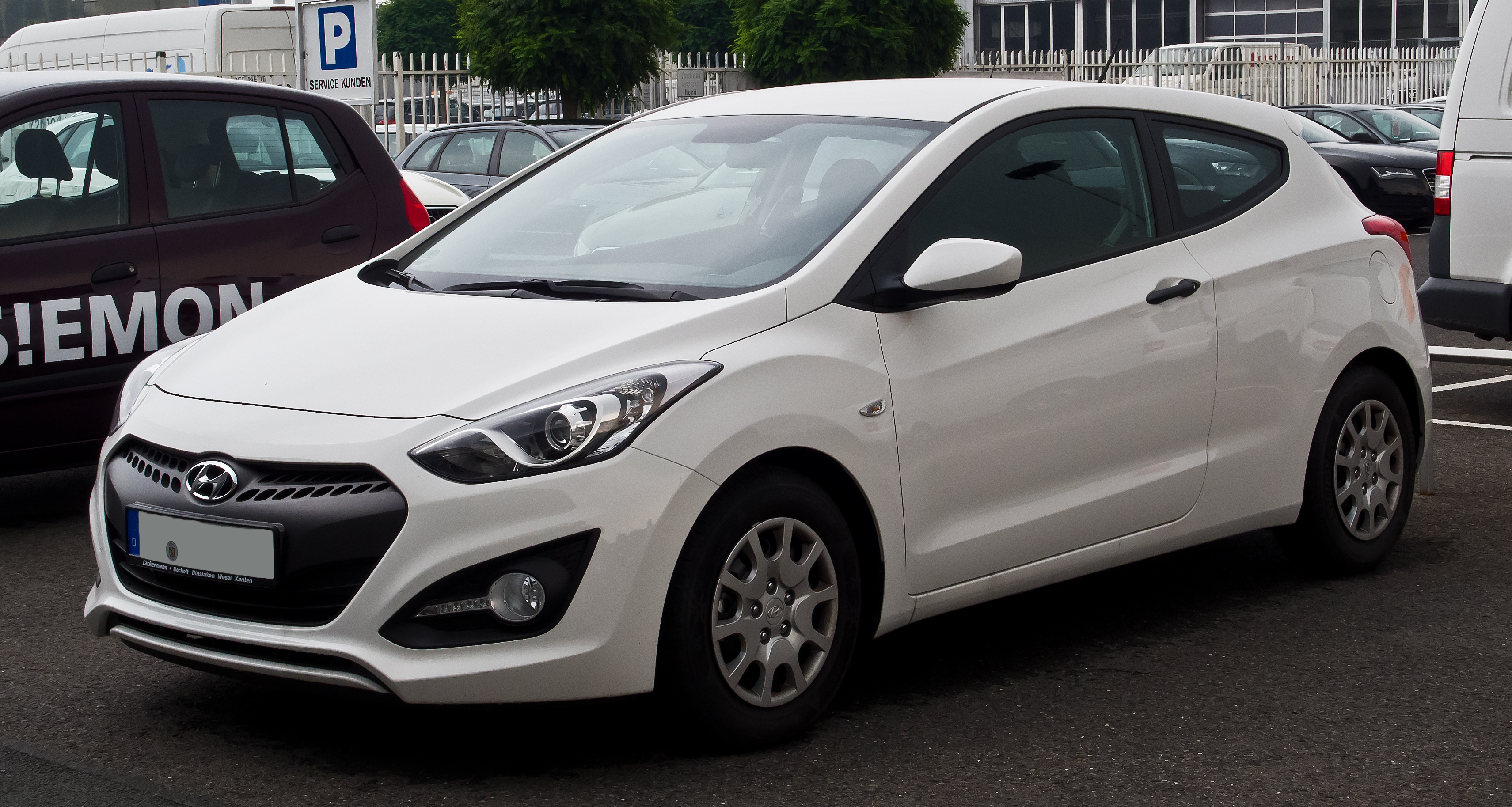
Hyundai i30 Coupe

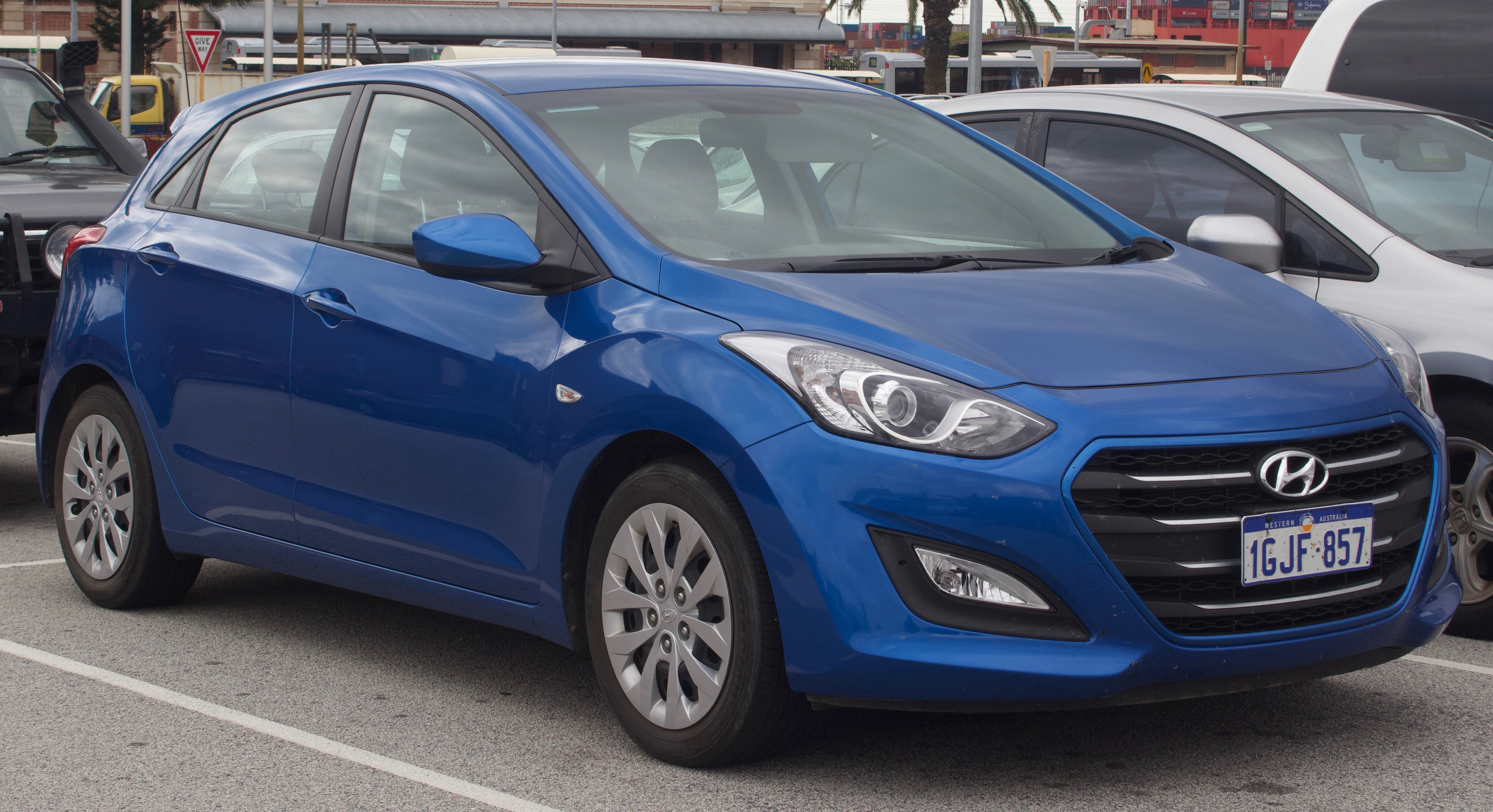
Hyundai i30 II po liftingu

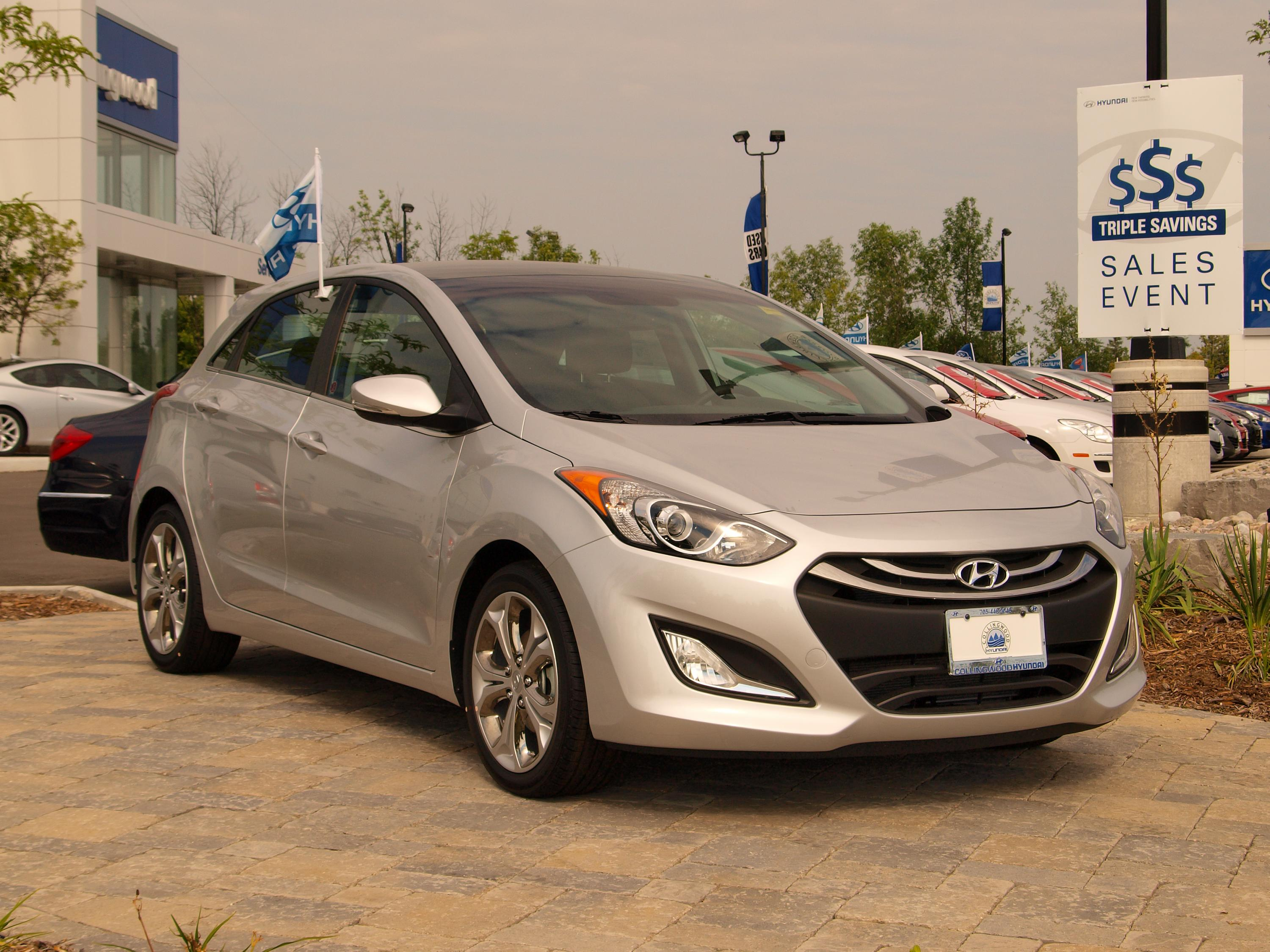
amerykański Hyundai Elantra GT

Hyundai i30 II został zaprezentowany po raz pierwszy w 2011 roku.
Druga generacja kompaktowego modelu, podobnie jak poprzednik, została skonstruowana w europejskim centrum rozwojowym Hyundaia w Niemczech. Samochód otrzymał zupełnie nowe, bardziej awangardowo ukształtowane proporcje nadwozia zgodnie z nowym językiem stylistycznym Fluidic Sculpture.
Pojazd charakteryzował duży, sześciokątny wlot powietrza, duże strzeliste reflektory, agresywnie nakreślone tylne lampy oraz spojler dachowy. Miesiąc po prezentacji pierwszych zdjęć, światowy debiut drugiej generacji Hyundaia i30 odbył się podczas targów motoryzacyjnych we Frankfurcie w październiku 2011 roku.
Podobnie jak w przypadku poprzednika, początkowo gamę nadwoziową utworzył 5-drzwiowy hatchback, z kolei kilka miesięcy później, w marcu 2012 roku podczas targów motoryzacyjnych w Genewie zaprezentowana została wersja kombi. Trzecim wariantem został 3-drzwiowy hatchback o przydomku i30 Coupe, który zadebiutował we wrześniu 2012 roku. Samochód charakteryzował się innym wyglądem przedniego wlotu powietrza i zadartą ku górze linią szyb.

### Lifting
W 2014 roku Hyundai i30 przeszedł restylizację. Przemodelowana została osłona chłodnicy, zyskując poprzeczny układ, a także zastosowane zostały nowe wzory felg aluminiowych. Przy okazji liftingu wprowadzona została do gamy jednostek napędowych wersja z silnikiem turbodoładowanym.

### Sprzedaż
Poza rynkiem europejskim, południowokoreańskim, a także Australią i Nową Zelandią, Hyundai i30 drugiej generacji sprzedawany był także m.in. w Malezji. Ponadto, pojazd ponownie trafił do sprzedaży pod inną nazwą w Ameryce Północnej, dokąd tym razem eksportowano nie odmianę kombi, a hatchback jako Hyundai Elantra GT.

### Wersje wyposażeniowe
- Base
- Classic
- Classic Plus
- Comfort
- Style
- Premium

Standardowe wyposażenie podstawowej wersji Base obejmuje m.in. 6 poduszek powietrznych, system ABS, ESP, elektryczne sterowanie szyb, zamek centralny, światła przeciwmgłowe, elektryczne sterowanie lusterek oraz komputer pokładowy.
Wersja Classic dodatkowo wyposażona została m.in. w klimatyzację manualną, regulowany na wysokość fotel kierowcy oraz radio CD/MP3/USB/AUX i wielofunkcyjną kierownicę.
Wersja Classic Plus dodatkowo wyposażona została m.in. w układ wspomagania kierownicy Flex Steer z trzema trybami pracy (Normal, Comfort i Sport), złącze Bluetooth oraz podgrzewane lusterka zewnętrzne.
Wersja Comfort dodatkowo wyposażona została w poduszkę kolanową kierowcy, dwustrefową klimatyzację automatyczną oraz dodatkowe głośniki systemu audio.
Wersja Style wyposażona została dodatkowo m.in. w czujniki ciśnienia w oponach, aluminiowe felgi, tylne światła wyposażone w diody LED, elektrycznie składane lusterka zewnętrzne, materiałowo-skórzaną tapicerkę siedzeń, a także zegary Supervision z kolorowym wyświetlaczem TFT.
Najbogatsza odmiana Premium dodatkowo wyposażona została m.in. w czujnik deszczu, adaptacyjne reflektory ksenonowe, podgrzewane przednie fotele oraz fotochromatyczne lusterko wsteczne. 
Opcjonalnie auto wyposażyć można m.in. w panoramiczny szklany dach, tempomat oraz system nawigacji satelitarnej z kamerą cofania.

### Silniki
- Benzynowe

| Silnik    | Pojemność skokowa [cm³] | Moc maksymalna [KM] ([kW]) przy obr./min | Maks. moment obrotowy [Nm] przy obr./min | Układ i liczba cylindrów | Układ rozrządu/ liczba zaworów | Przyśpieszenie (s) 0–100 km/h | Prędkość maksymalna km/h | Spalanie (l/100km) miasto/trasa/średnio |
| --------- | ----------------------- | ---------------------------------------- | ---------------------------------------- | ------------------------ | ------------------------------ | ----------------------------- | ------------------------ | --------------------------------------- |
| 1.4 MPI   | 1396                    | 99 (74)/5500                             | 137/4200                                 | R4                       | DOHC/16                        | 13                            | 182                      | 7,9/4,9/6,0                             |
| 1.6 MPI   | 1591                    | 120 (88)/6300                            | 156/4850                                 | R4                       | DOHC/16                        | 10,9                          | 192                      | 8,5/5,0/6,4                             |
| 1.6 T-GDI | 1591                    | 186 (137)/5500                           | 265/4850                                 | R4                       | DOHC/16                        | 8                             | 219                      | 7,7/4,6/7,3                             |

- Wysokoprężne

| Silnik   | Pojemność skokowa [cm³] | Moc maksymalna [KM] ([kW]) przy obr./min | Maks. moment obrotowy [Nm] przy obr./min | Układ i liczba cylindrów | Układ rozrządu/ liczba zaworów | Przyśpieszenie (s) 0–100 km/h | Prędkość maksymalna km/h | Spalanie (l/100km) miasto/trasa/średnio |
| -------- | ----------------------- | ---------------------------------------- | ---------------------------------------- | ------------------------ | ------------------------------ | ----------------------------- | ------------------------ | --------------------------------------- |
| 1.4 CRDi | 1396                    | 90 (66)/4000                             | 220/1500-2750                            | R4                       | DOHC/16                        | 13,5                          | 170                      | 5,3/3,5/4,1                             |
| 1.6 CRDi | 1582                    | 110 (81)/4000                            | 260/1500-3000                            | R4                       | DOHC/16                        | 11                            | 185                      | 4,2/3,5/4,0                             |
| 1.6 CRDi | 1582                    | 128 (94)/4000                            | 260/1900-2750                            | R4                       | DOHC/16                        | 10,9                          | 197                      | 4,9/3,7/4,1                             |

## Trzecia generacja

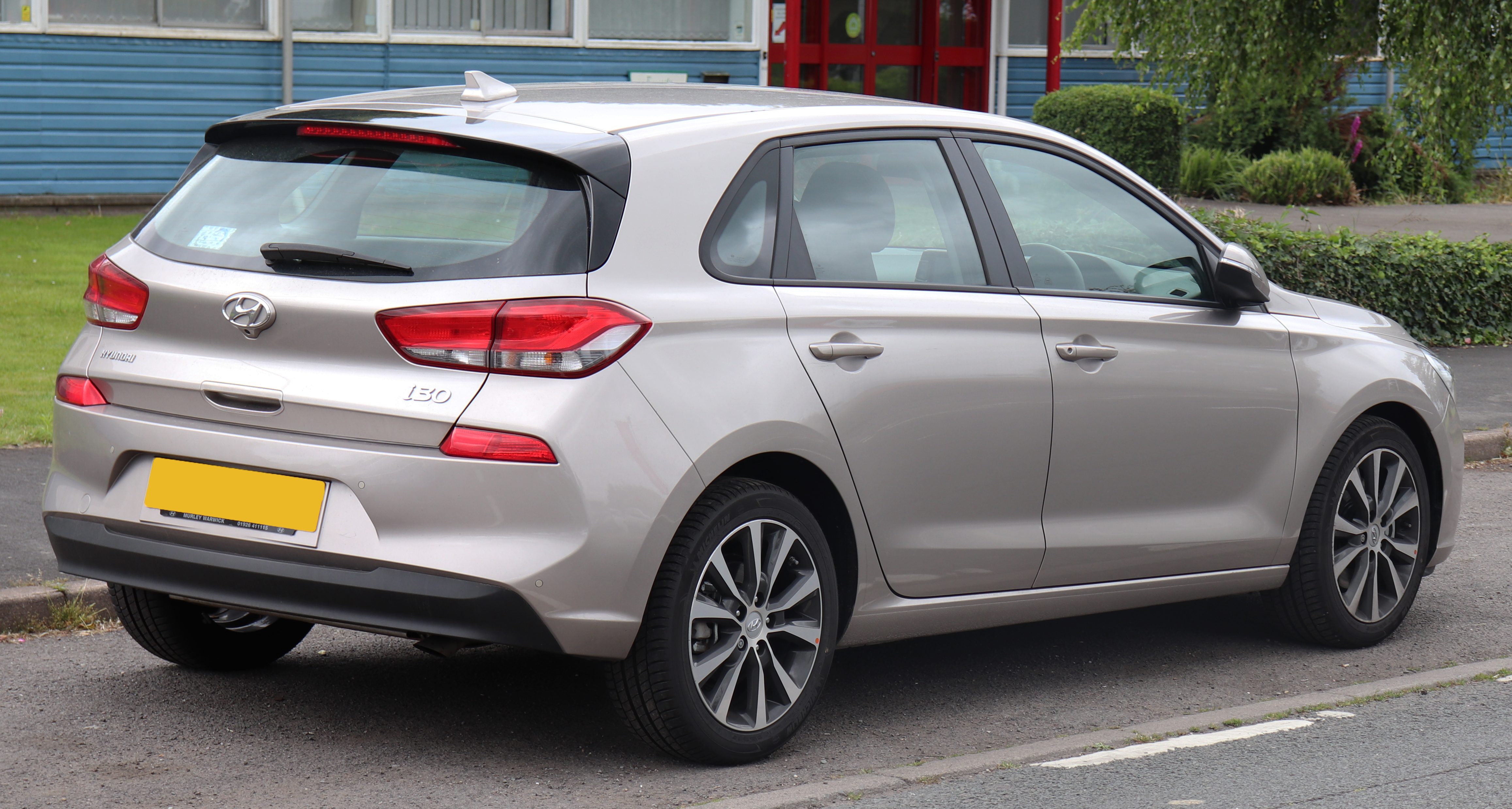
Hyundai i30 III - tył

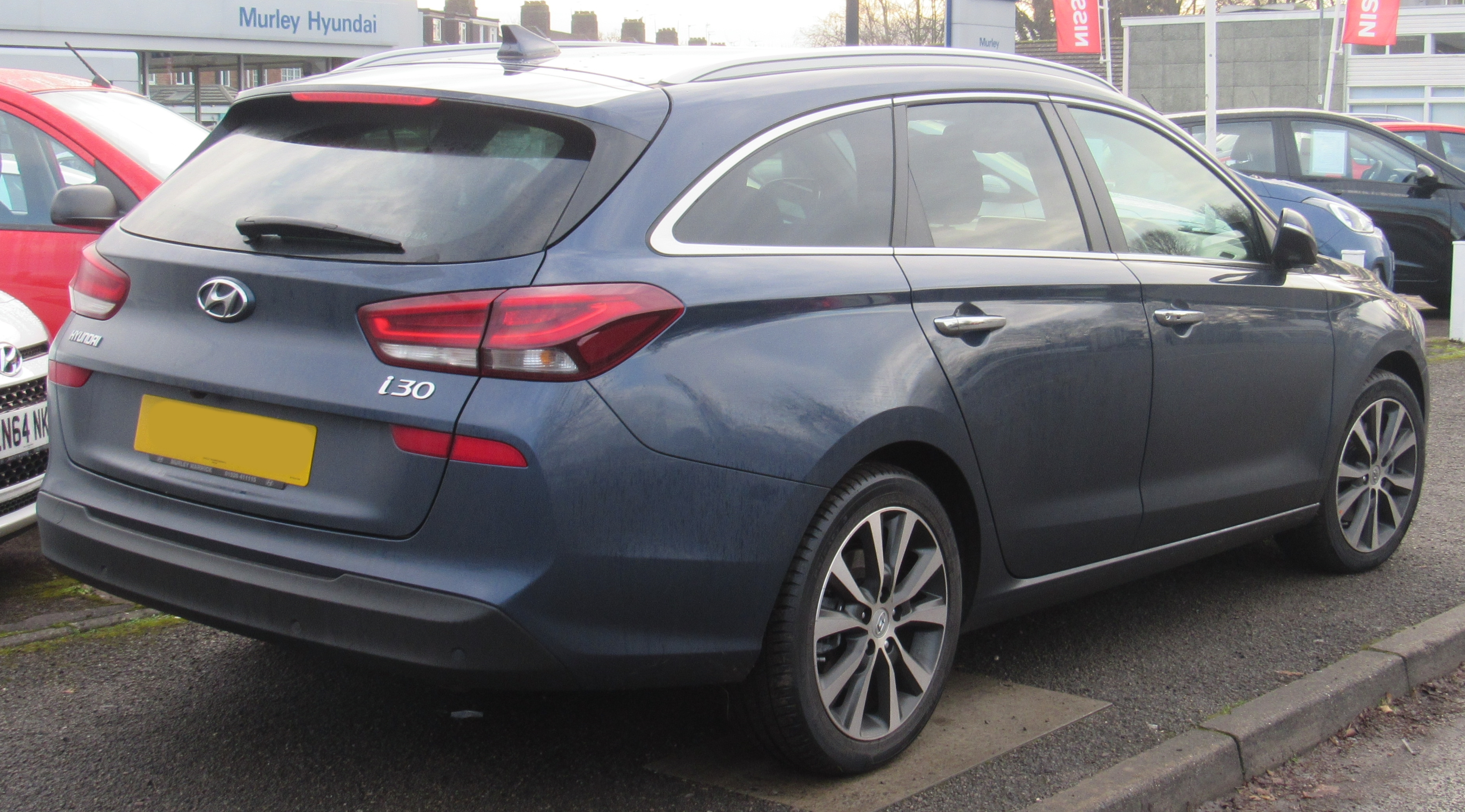
Hyundai i30 III Wagon

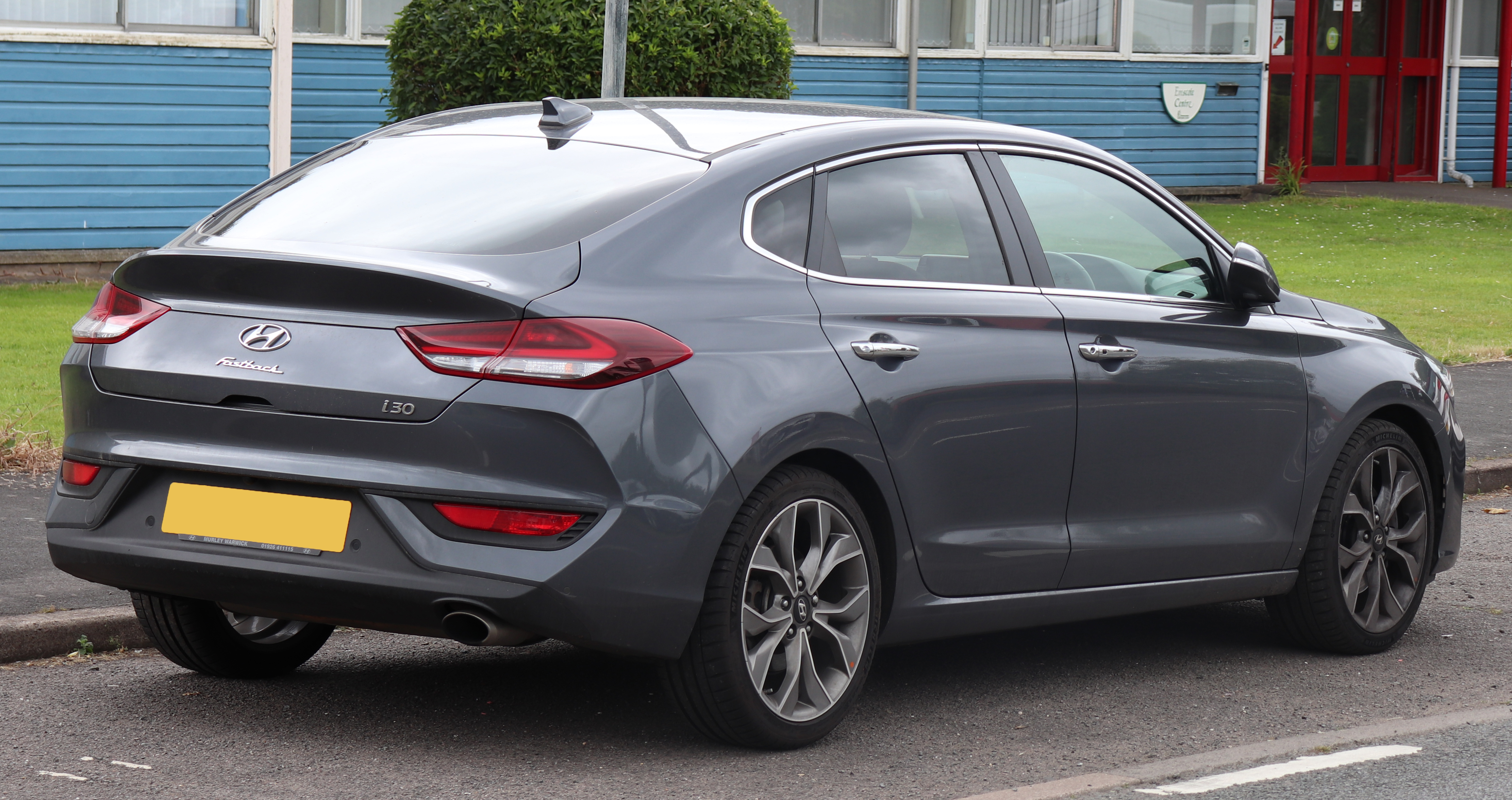
Hyundai i30 III Fastback

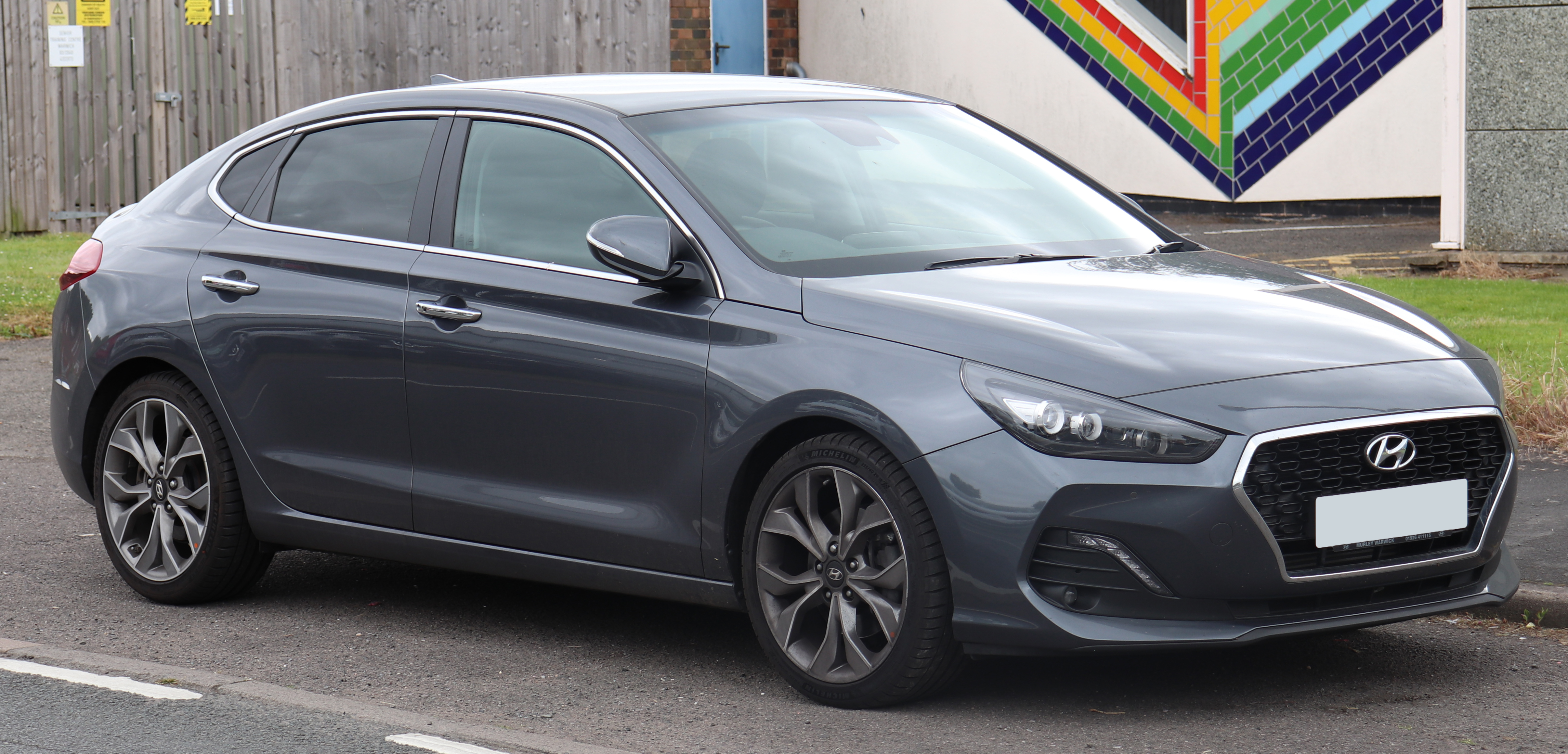
Hyundai i30 III Fastback po liftingu

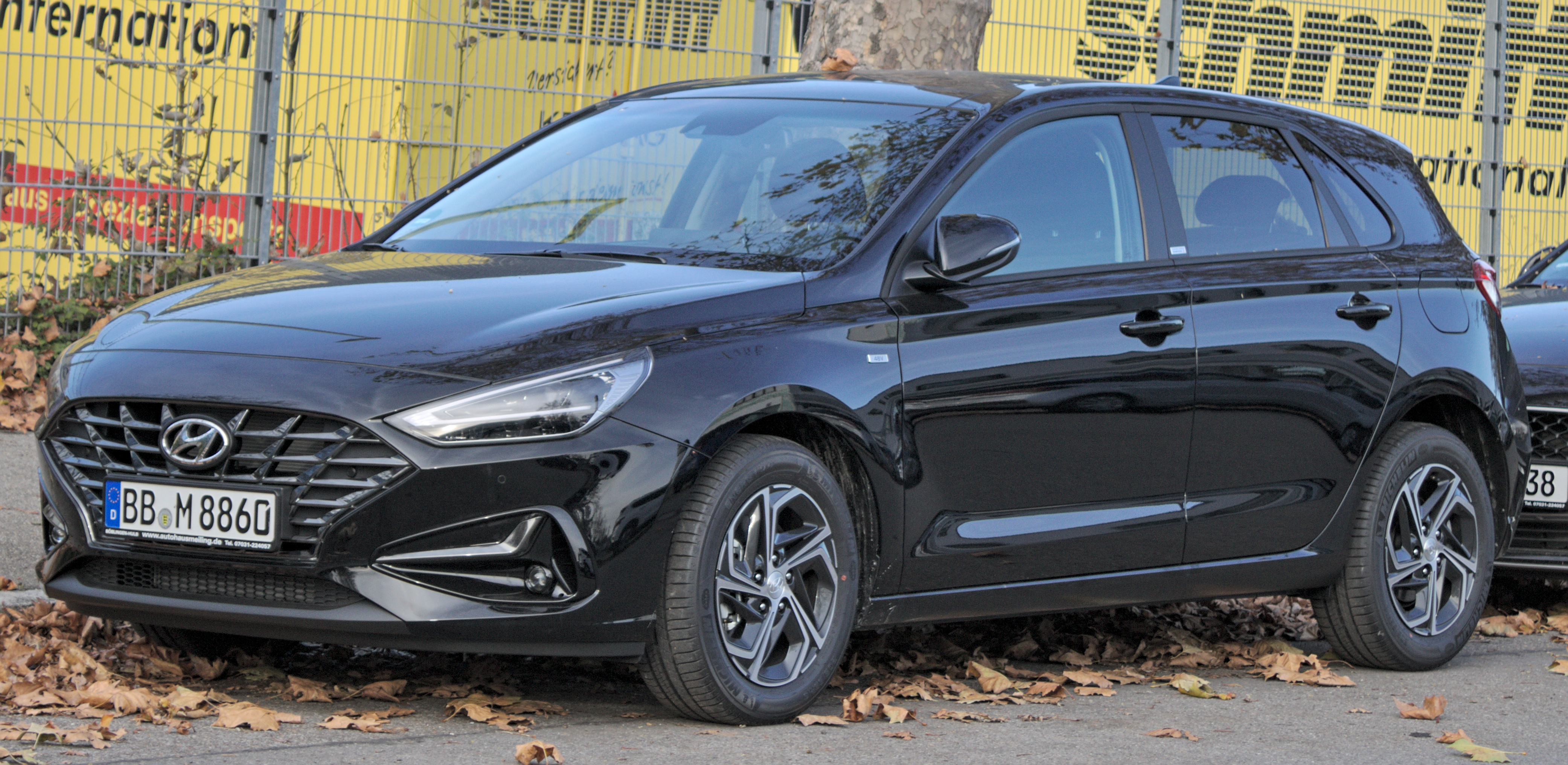
Hyundai i30 III po drugim liftingu

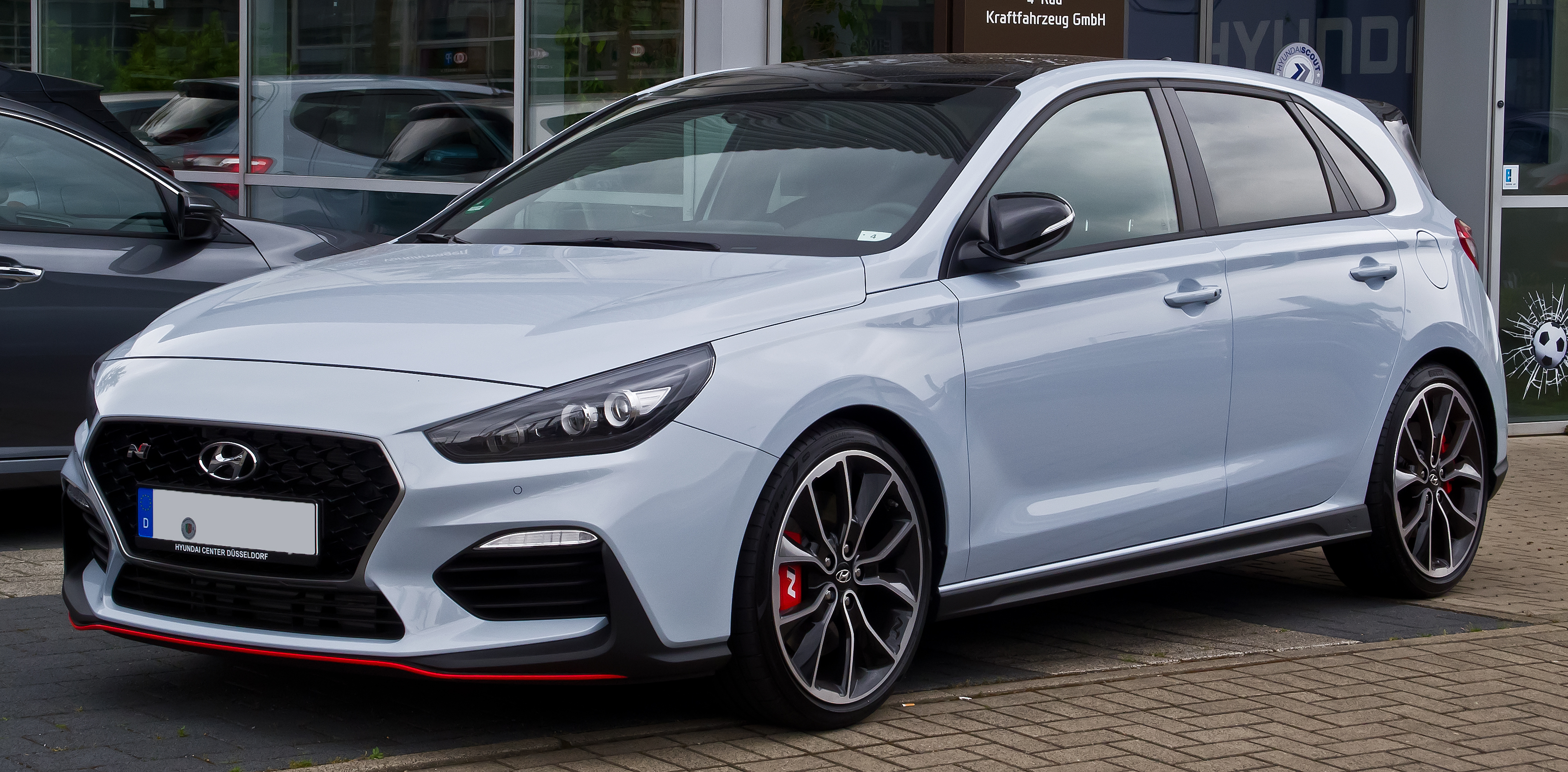
Hyundai i30 III N

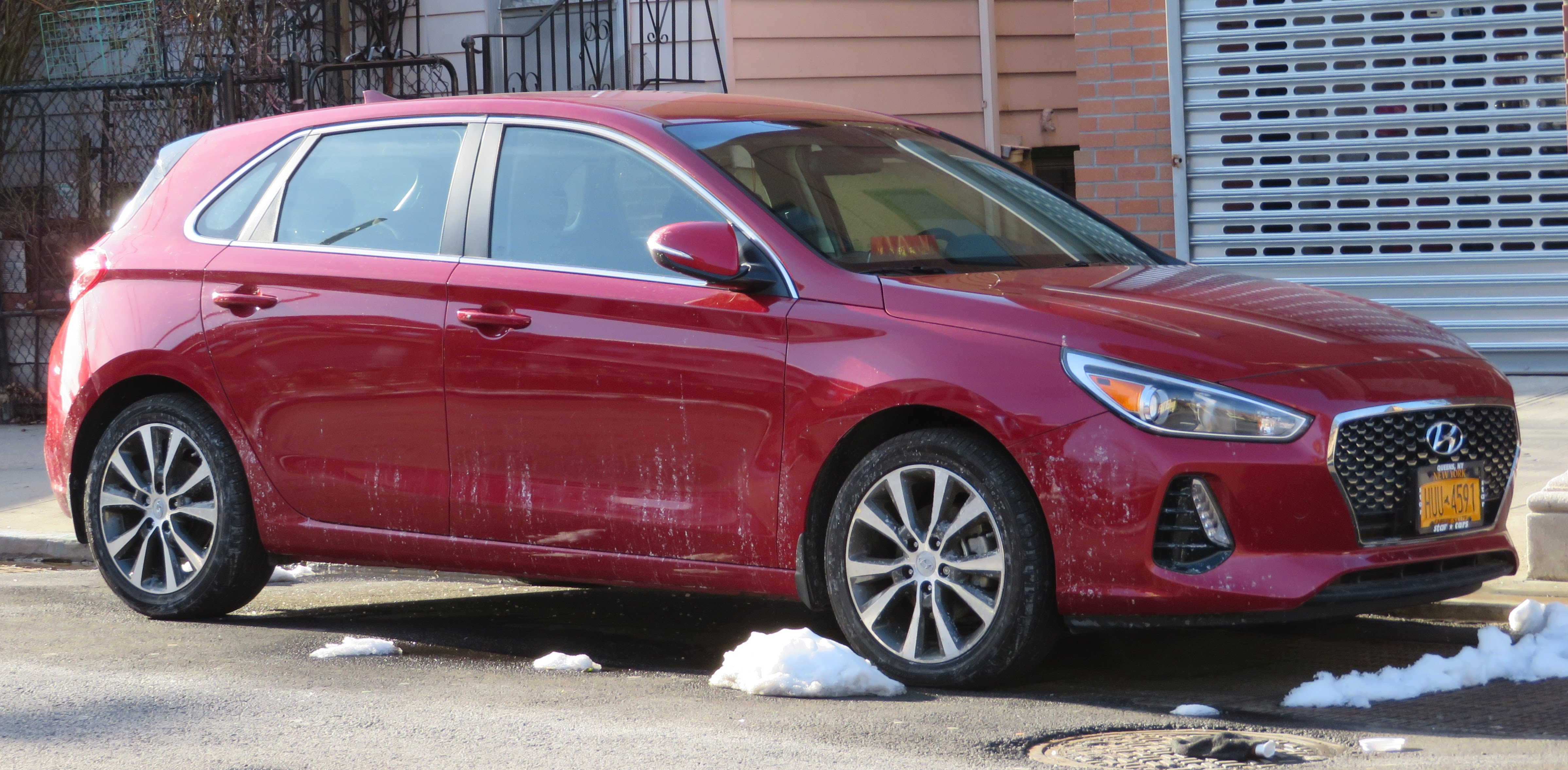
amerykański Hyundai Elantra GT

Hyundai i30 III został zaprezentowany po raz pierwszy w 2016 roku.
Trzecia generacja pojazdu, podobnie jak dwie poprzednie, zaprojektowana została w europejskim centrum rozwojowym marki w Niemczech pod kierownictwem wówczasowego nowego szefa działu designu, działającego wcześniej tylko dla Kii Petera Schreyera. 
Inaczej niż poprzednio, i30 kolejnej generacji przyjęło bardziej stonowane proporcje, charakteryzując się wyżej poprowadzoną linią dachu i bardziej foremną sylwetką. Pas przedni otrzymał dużą sześciokątną atrapę chłodnicy, za to tylna część nadwozia została przyozdobiona wysoko umieszczoną wąską szybą. Na miejsce światowego debiutu i30 trzeciej generacji obrano targi we Frankfurcie w październiku 2016 roku.
Początkowo pojazd występował jedynie jako 5-drzwiowy hatchback, z kolei na początku 2017 roku podczas targów motoryzacyjnych w Genewie zaprezentowana została odmiana kombi, która otrzymała znacznie obszerniejszy przedział bagażowy niż dotychczasowy model w tej odmianie.

### i30 Fastback
Zamiast 3-drzwiowego hatchbacka, w przypadku trzeciej generacji i30 gamę nadwoziową uzupełniła zaprezentowana w lipcu 2017 roku odmiana liftback. Otrzymała ona przydomek i30 Fastback, charakteryzując się opadającą linią dachu przechodzącą we wbudowany spojler. W stosunku do dwóch poprzednich odmian nadwoziowych zmieniony został m.in. przedni zderzak pojazdu, zmniejszono atrapę chłodnicy oraz obniżono linię maski.

### i30 N
Latem 2017 roku zaprezentowano wyczynową wersję i30 N jako pierwszy w historii sportowy samochód opracowany przez oddział Hyundai N. Samochód powstał jako konkurent m.in. Volkswagena Golfa GTI, charakteryzując się jednostkami napędowymi o mocy 250 i 275 KM. Hyundai i30 N wyróżnia się wyraźnie przeprojektowanym pasem przednim i tyłem oraz agresywnie stylizowanymi zderzakami z czerwonymi dodatkami, a także sportowym, obniżonym zawieszeniem, 19-calowymi alufelgami, dyfuzorem i podwójną końcówką wydechu. Produkcja samochodu, razem z mniejszym i20 N, zakończyła się bez następcy w lutym 2024.

### Restylizacje
We wrześniu 2018 roku pojazd przeszedł pierwszą, delikatną modernizację wraz z rozpoczęciem produkcji rocznika modelowego 2019. Zmieniony został przedni zderzak pojazdu, który zaadaptowany został z modelu i30 Fastback. Przy okazji wprowadzona została nowa jednostka wysokoprężna 1.6 CRDi w trzech wariantach mocy - 96, 116 i 136 KM.
W lutym 2020 roku Hyundai i30 trzeciej generacji przeszedł drugą, znacznie rozleglejszą restylizację. Z przodu pojawiły się nowe wkłady reflektorów wykonane w technologii LED, większy i szerszy wlot powietrza nawiązujący do języka stylistycznego Sensuous Sportiness, a także przeprojektowane wkłady lamp tylnych oraz nowy kształt tylnego zderzaka. W kabinie pasażerskiej pojawił się większy ekran systemu multimedialnego, z kolei gamę jednostek napędowych wzbogaciły warianty z układem mild hybrid.
W marcu 2024 roku samochód przeszedł kolejną, choć symboliczną restylizację inaugurującą ostatni etap obecności rynkowej. Samochód zyskał nieznacznie przeprojektowany zderzak, inne wypełnienie osłony chłodnicy oraz nowe wzory alufelg i kolory nadwozia. Wewnątrz zastąpiono dotychczasowe analogowo-cyfrowe zegary w pełni cyfrowym panelem, a także wprowadzono nowe wzory tapicerek i rozbudowany pakiet asystentów kierowcy w wymaganym przez nowe unijne prawo standardzie ISA.

### Sprzedaż
Podobnie jak poprzednicy, Hyundai i30 trzeciej generacji dostępny był na rynku Europy, Korei Południowej, a także Australii i Nowej Zelandii. Samochód ponownie dostępny był w Stanach Zjednoczonych i Kanadzie pod nazwą Hyundai Elantra GT, jednak już po trzech latach rynkowej obecności w 2020 roku wycofano go ze sprzedaży z powodu niewielkiego popytu.

### Wersje wyposażeniowe
- Classic Plus
- Modern
- Comfort
- Style
- Premium
- Go
- Go+
- N Performance
- N Line

### Silniki
- R3 1.0l T-GDI 120 KM
- R4 1.4l MPI 100 KM
- R4 1.4l T-GDI 140 KM
- R4 1.5l DPI 110 KM
- R4 1.5l T-GDI 160 KM
- R4 1.6l MPI 127 KM
- R4 1.6l T-GDI 203 KM
- R4 2.0l GDI 164 KM
- R4 2.0l T-GDI 250 KM
- R4 2.0l T-GDI 275 KM
- R4 1.6l CRDi 96 KM
- R4 1.6l CRDi 116 KM
- R4 1.6l CRDi 136 KM